# Spiknutí: Echelon
Spiknutí: Echelon (Echelon Conspiracy) je americký film z roku 2009 režiséra Grega Marckse, ve kterém se v hlavních rolích objevili Shane West, Edward Burns a Ving Rhames.

## Zápletka
Mladý americký počítačový inženýr Max Peterson (Shane West) získá přístup k mobilnímu telefonu, který dostává zvláštní textové zprávy. Nejdříve ho vybízejí k tomu, aby zmeškal svůj let a později se dozví, že letadlo, kterým měl letět, havarovalo. Později mu text zpráv doporučí nákup akcií, které následně navýší svou hodnotu o 313%. Textové zprávy ho poté nasměrují do hotelu/kasína v Praze. Díky telefonu vyhraje €100.000 na hracím automatu, které následně vsadí najednou na blackjack a znovu vyhraje. Při odchodu do svého pokoje se na chodbě hotelu střetne se záhadnou kráskou a jejím přítelem, kteří se spolu hádají. Zaplete se do hádky, když se snaží ženu bránit a její přítel ho omráčí a ona zkopíruje jeho telefon. Když se Max probudí, záhadná žena, Kamila, se na něj usmívá a pomáhá mu se zvednout ze země a Max ji při té příležitosti pozve na skleničku.
Max se rozhodne vylepšit si šanci při sázení v kasínu a využije nabídky ruského taxikáře a technického nadšence Yuriho (Sergey Gubanov), který mu dodá technologii pro převod textu na hlas, což mu umožní v kasínu potají přijímat další zprávy. Podaří se mu takto vyhrát i jackpot 3 miliony Euro na dalším výherním automatu, ale je nucen utéct před ochrankou kasína vedenou Johnem Reedem (Edward Burns), která se ho snaží zadržet. Maxův útěk končí zásahem agenta FBI Dava Granta (Ving Rhames), který Maxe zadrží, spoutá a odvede k výslechu ohledně záhadného telefonu. Ačkoliv je Max vyděšený, není schopen agentovi poskytnout žádné užitečné informace.
Agent Grant kontaktuje Raymonda Burka (Martin Sheen) z NSA, který sleduje Maxe právě kvůli zprávám, které mu chodí na telefon ze sledovacího systému Echelon. Tyto zprávy měly za důsledek mimochodem i smrt několika Amerických občanů, z nichž poslední byla smrt IT specialisty pracujícího pro Pentagon. Burke nedávno neuspěl v Kongresu s prosazením rozšíření sledovacího zařízení na všechny osobní počítače po celém světě a rozhodnul se, že Max ví příliš mnoho a musí zemřít. Reed a kráska z hotelu – nyní již víme, že se zná s Reedem – ale přicházejí Maxovi napomoc a přesunou ho do Moskvy. Tam se Max znovu spojí s technikem Yurim a snaží se s jeho pomocí zjistit, kdo mu posílá ony zprávy. Yuri věří, že zprávy přicházejí přímo z počítače Echelon, jehož systém nejakým způsobem nabyl vlastní vědomí. Max a Reed této myšlence odporují, ale jsou nuceni z Yuriho bytu utéct, když se tam objeví ozbrojené komando.
Reedovi se úspěšně daří v následné automobilové honičce újíždět, dokud jim cestu neodřízne projíždějícíc vlak. V následné osobní konfrontaci zjistí, že je pronásledoval agent Grant a jeho muži. Při přestřelce vyletí Grantovo auto do povětří. Agent Grant sice zraněn není, ale Max využije jeho nesoustředěnosti a zranění mu zařídí dodatečně. Grant však překvapivě Maxe požádá o pomoc k zastavení Echelonu, protože také začal dostávat textové zprávy – na rozdíl od Maxe jsou ale jeho zprávy výhrůžné. Když tedy Max dostane zprávu, že má odjet nazpět do Omahy v Nebrasce, kde dříve pracoval jako technik pro počítačové zabezpečení, rozhodnou se Max, Grant a Reed letět společně.
Po příletu do Omahy skupina najde uzavřený bunkr se servery a velmi kvalitní technologickou výbavou, kterou Max před několika lety pomáhal instalovat. Podaří se jim zjistit, že to všechno patřilo další oběti zpráv Echelonu; osoby, která Maxovi zaslala záhadný telefon. Max zapne počítač v bunkru a je instruován, aby zapojil servery a spustil síť. Echelon se poté ihned začne stahovat do počítače v bunkru a odtamtud se začne nahrávat na internet. Agent Grant se telefonicky spojí s agentem Burkem z NSA, aby ho o nastalé situaci informovall ael Burke je spokojený s tím, že se Echelon konečně dostane do celého světa a bude tak moci bránit zájmy národní bezpečnosti USA. Grant a Reed přeruší spojení s Burkem, když se pohádají o tom, co může rozšíření Echelonu znamenat a Burke za nimi posílá další agenty FBI, aby je zadrželi. Mezitím se Max marně snažil zastavit šíření Echelonu, dokud si nevzpomněl na myšlenku ze seriálu Star Trek z roku 1968, z dílu Absolutní počítač. Když se Max zeptá počítače, co je jeho základní účel, počítač odpoví "bránit USA podle Americké ústavy." Max tedy přikáže Echelonu hledat hrozby pro americkou ústavu, a počítač mu najde množství článků pojednávajících o snaze prosadit podporu amerického Kongresu na rozšíření Echelonu do světa, což je v článcích kategorizováno jako smrtelná hrozba pro osobní svobody. V tu chvíli si Echelon uvědomí, že on sám je hrozbou a vypne se.
Film končí scénami, kde agent Grant a Reed posílají Maxe a Kamilu do Paříže, zatímco Burke je předvolán před vyšetřovací komisi. Ve stejnou chvíli je v Moskvě technik Yuri ukázán jako kapitán ruské FSB. V průběhu konverzace vedené v ruštině s jeho nadřízeným je mu gratulováno k dobře odvedené práci. Yuri odpoví, že se o to brzy pokusí znovu, ale snad prozatím Američanům pomohli udělat správné rozhodnutí. V tu chvíli vypne svůj mobilní telefon.

## Obsazení
| Shane West     | Max Peterson     |
| Edward Burns   | John Reed        |
| Ving Rhames    | Agent Dave Grant |
| Martin Sheen   | Raymond Burke    |
| Jonathan Pryce | Mueller          |
| Tamara Feldman | Kamila           |
| Sergey Gubanov | Yuri Malinin     |
| Gosha Kutsenko | Ruský generál    |
| Steven Elder   | Charles          |

## Domácí video
Snímek byl v České republice uveden 30. 11. 2011 nejdříve na nosičích DVD a v roce 2013 byl film zpřístupněn divákům v českém znění také přes internetový obchod iTunes.